# ديفن (المهرة)

تعديل مصدري - تعديل

ديفن هي إحدى قرى عزلة حبروت بمديرية شحن التابعة لمحافظة المهرة، بلغ تعداد سكانها 51 نسمة حسب تعداد اليمن لعام 2004.